# علامة أوليفر
علامة أوليفر (بالإنجليزية: Oliver's sign)‏ هي حركة هبوطية غير طبيعية للقصبة الهوائية أثناء انقباض القلب والتي يمكن أن تشير إلى تمدد الأوعية الدموية لقوس الأبهر.
تظهر علامة أوليفر عندما نمسك بلطف الغضروف الحلقي ونضغط لأعلى بينما يكون المريض واقفاً وذقنه ممتداً لأعلى. نظراً للمكان التشريحي لقوس الأبهر والذي يتخطى القصبات الهوائية الرئيسية اليسرى يمكن الشعور بهبوط أو شد القصبة الهوائية للأسفل. ويمكن رؤيتها في التخدير الخفيف.
تم وصف العلامة لأول مرة من قبل الجراح العسكري الإنجليزي وليام سيلفر أوليفر في عام 1878م.